# Orquestra do Gewandhaus de Leipzig
A Orquestra do Gewandhaus de Leipzig ou de Lípsia é uma famosa orquestra alemã baseada em Leipzig. Tem esse nome graças ao teatro onde está baseada - Gewandhaus.

## História
As origens da orquestra são traçadas em 1743, quando a sociedade Großes Concert começou a se apresentar em residências. Em 1744 a sociedade mudou seus concertos para a Taberna "Três Cisnes". Seus concertos continuaram ali por trinta e seis anos, até 1781. Em 1780, em razão de reclamações sobre as condições de concertos e o comportamento do público na taberna, o prefeito e a assembleia municipal de Leipzig se ofereceram para renovar o antigo armazém dos fabricantes de roupas (Gewandhaus significa, literalmente, "casa de roupas") para uso da orquestra. 
A orquestra apresentou-se pela primeira vez no Gewandhaus em 1781. Em 1835, o compositor Felix Mendelssohn tornou-se o diretor musical da orquestra, com o título tradicional de Gewandhauskapellmeister. Ele permaneceu nessa posição até sua morte, em 1847, com apenas um ano de interrupção. Em 1885 a orquestra mudou-se para outra sala de concertos, inaugurada em 1981.
Os grandes maestros que passaram pela orquestra foram: Arthur Nikisch, Wilhelm Furtwängler, Bruno Walter e Václav Neumann. De 1970 até 1996, Kurt Masur foi o maestro da orquestra e gravou inúmeras vezes com a orquestra. De 1998 até 2005, Herbert Blomstedt foi o diretor musical, fazendo inúmeras gravações com a Decca. Em 2005, Riccardo Chailly tornou-se o diretor musical da orquestra e da Ópera de Leipzig. Com Chailly a orquestra fez inúmeras gravações de obras de Felix Mendelssohn, Johannes Brahms, Robert Schumann e Gustav Mahler.